# Theuma xylina
Espèce
Theuma xylina est une espèce d'araignées aranéomorphes de la famille des Prodidomidae.

## Distribution
Cette espèce est endémique d'Afrique du Sud.

## Description
La femelle holotype mesure 6 mm.

## Systématique et taxinomie
Cette espèce a été décrite par Simon en 1893.

## Publication originale
- Simon, 1893 : Histoire naturelle des araignées. Paris, vol. 1, p. 257-488 (texte intégral).